# USS Washington (SSN-787)
Pour les autres navires du même nom, voir USS Washington.
L'USS Washington (SSN-787) est un sous-marin nucléaire d'attaque de la classe Virginiade l'US Navy en service depuis 2017.

## Historique
Le contrat de construction fut accordé le 22 décembre 2008 à l'entreprise Huntington Ingalls Industries en partenariat avec la division Electric Boat de General Dynamics à Newport News. Il s'agit du quatrième sous-marin du Block III de la classe Virginia, qui disposera donc d'une proue modifiée ainsi que de certaines technologies issues des sous-marins lanceurs de missiles de croisière de la classe Ohio.
La construction a débuté le 2 septembre 2011 au Newport News Shipbuilding, en Virginie. Le 13 avril 2012, le Secrétaire à la Marine Ray Mabus a annoncé que le SSN-787 allait porter le nom de l'État de Washington. La cérémonie d’officialisation du nom du navire a eu lieu à Seattle le 7 février 2013. Le baptême du navire a eu lieu le 5 mars 2016,. Il entre en service le 7 octobre 2017.